# Barclay (Familienname)
Barclay ist der Familienname folgender Personen:

## Namensträger
- Adam Barclay (* 1970), australischer Bobsportler
- Alan Barclay (George Barclay Tait; 1909–1991), britischer Schriftsteller
- Alex Barclay (Eve Barclay; * 1974), irische Schriftstellerin
- Alexander Barclay (um 1476–1552), englischer Dichter
- Alexander Barclay de Tolly-Weymarn (1824–1905), deutschbaltischer General der Infanterie
- Arthur Barclay (Mykologe) (1852–1891), britischer Physiologe und Mykologe
- Arthur Barclay (Politiker) (1854–1938), liberianischer Politiker, Präsident 1904 bis 1912
- Ben Barclay (* 2002), neuseeländischer Freestyle-Skisportler
- Catherine Barclay-Reitz (* 1973), australische Tennisspielerin
- Charles Barclay-Harvey (1890–1969), britischer Politiker, Gouverneur von South Australia
- Charles Frederick Barclay (1844–1914), US-amerikanischer Politiker
- Colville Barclay (1869–1929), britischer Diplomat
- David Barclay (Politiker, 1784) (1784–1861), englischer Politiker
- David Barclay (Politiker, 1823) (1823–1889), US-amerikanischer Politiker (Pennsylvania)
- David Barclay (Architekt) (1846–1917), schottischer Architekt
- David Barclay (1912–1969), US-amerikanischer Filmschaffender, siehe Dave O’Brien (Schauspieler)
- David Barclay (Unternehmer) (1934–2021), britischer Unternehmer und Verleger
- David E. Barclay (David Edward Barclay; * 1948), US-amerikanischer Historiker
- Don Barclay (1892–1975), US-amerikanischer Schauspieler
- Eddie Barclay (Édouard Ruault; 1921–2005), französischer Musikproduzent
- Edwin Barclay (1882–1955), liberianischer Politiker, Präsident 1930 bis 1944
- Emily Barclay (* 1984), britische Schauspielerin
- Eric Barclay (1894–1938), schwedischer Schauspieler
- Frederick Barclay (* 1934), britischer Unternehmer und Verleger
- George Head Barclay (1862–1921), britischer Diplomat
- Harold Barclay (1924–2017), US-amerikanischer Anthropologe und Hochschullehrer
- Jaclyn Barclay (* 2006), australische Schwimmerin
- James Barclay (* 1965), britischer Schriftsteller
- James Turner Barclay (1807–1874), US-amerikanischer Missionar und Palästinaforscher
- Jean-Claude Barclay (* 1942), französischer Tennisspieler
- Jim Barclay (Hockeyspieler) (James Barr Barclay; * 1933), neuseeländischer Hockeyspieler
- Jim Barclay (Schauspieler) (* 1947), britischer Schauspieler und Komiker
- Joan Barclay (1914–2002), US-amerikanische Schauspielerin
- John Barclay (Dichter) (1582–1621), schottischer Dichter und Satiriker
- John Barclay (Mediziner) (1758–1826), schottischer Anatom
- John Barclay (Schauspieler) (1892–1978), britischer Schauspieler
- John Barclay (Radsporttrainer) (* 1929/1930), britischer Radsporttrainer
- John Barclay (Rugbyspieler) (* 1986), schottischer Rugby-Union-Spieler
- Joseph Barclay (1831–1881), britischer Theologe, Missionar und Bischof in Jerusalem
- Kate Barclay (* 1980), australische Kanutin
- Linwood Barclay (* 1955), kanadisch-amerikanischer Autor und Journalist
- Lucy von Barclay de Tolly (1886–1947), deutsch-baltische Malerin
- Lucy Charles-Barclay (* 1993), britische Triathletin
- Marie Möllhoff-Barclay (1868–1939), deutsche Gartenbauunternehmerin und Stifterin
- Michael Andreas Barclay de Tolly (1761–1818), russischer General und Politiker
- Paris Barclay (* 1956), US-amerikanischer Filmregisseur
- Per Barclay (1894–um 1983), schwedischer Darsteller
- Phyllis Barclay-Smith (1902–1980), britische Ornithologin, Naturschützerin und Übersetzerin
- Richard Barclay (1931–2017), US-amerikanischer Sänger, Schauspieler, Tänzer, Filmregisseur und Filmproduzent
- Robert Barclay (Quäker) (1648–1690), schottischer Quäker und Theologe
- Robert Barclay (Politiker) (1755–1839), britischer Politiker
- Robert Heriot Barclay (1786–1837), britischer Marineoffizier
- Sandra Barclay (* 1967), peruanische Architektin
- Stephen Barclay (* 1972), britischer Politiker
- Steve Barclay (1918–1994), US-amerikanischer Schauspieler
- Vera Barclay (1893–1989), britische Mitbegründerin der Wölflinge
- William Barclay (Schriftsteller) (um 1546–1608), schottischer Jurist und Schriftsteller
- William Barclay (Theologe) (1907–1978), schottischer Geistlicher, Theologe und Publizist
- William Barclay Peat (1852–1936), schottischer Unternehmer
- William Edward Barclay (1857–1917), irischer Fußballtrainer und -funktionär

Barclay ist der Name folgender fiktiven Figuren:
- Reginald Barclay, fiktive Person aus Star Trek, siehe Figuren im Star-Trek-Universum #Lieutenant Junior Grade Reginald Barclay